# Dorfkirche Münchhausen (Sonnewalde)

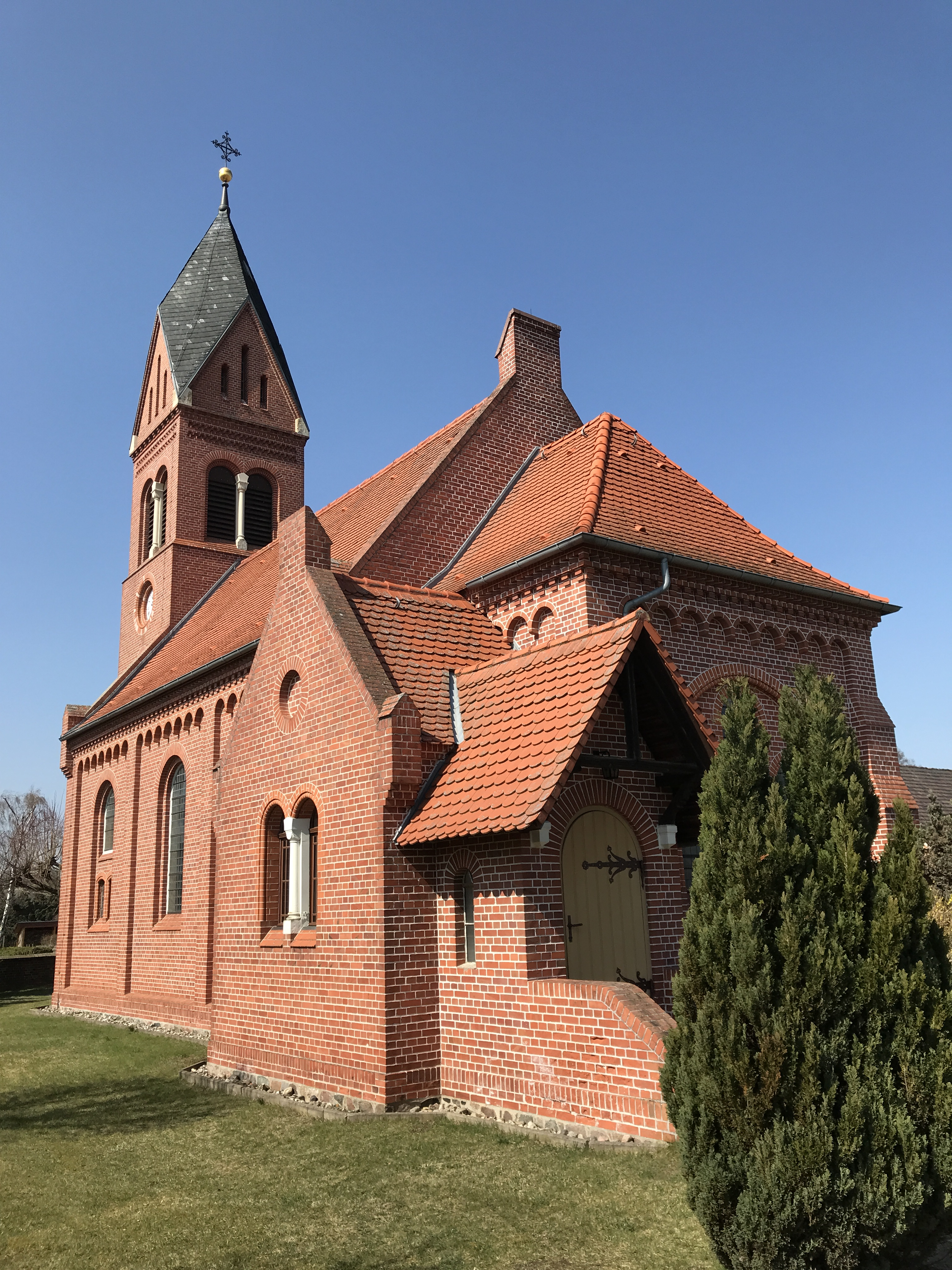
Dorfkirche Münchhausen

Die evangelische Dorfkirche Münchhausen ist eine Saalkirche im Rundbogenstil in Münchhausen, einem Ortsteil der Gemeinde Sonnewalde im Landkreis Elbe-Elster im Land Brandenburg. Die Kirchengemeinde gehört zum Kirchenkreis Niederlausitz der Evangelischen Kirche Berlin-Brandenburg-schlesische Oberlausitz.

## Lage
Die Bundesstraße 96 führt in Nord-Süd-Richtung durch den Ort. Im historischen Ortskern zweigt die Straße Kurzes Ende nach Westen bzw. als Langes Ende nach Osten ab und quert den Pennsdorfer Graben. Südöstlich dieser Kreuzung steht das Bauwerk auf einem Grundstück, das mit Mauersteinen eingefriedet ist.

## Geschichte
Während der Ort 1229 erstmals urkundlich erwähnt wurde, entstand der Sakralbau erst im Jahr 1895. Es gab einen Vorgängerbau, der eine Filialkirche von Frankena war.

## Baubeschreibung

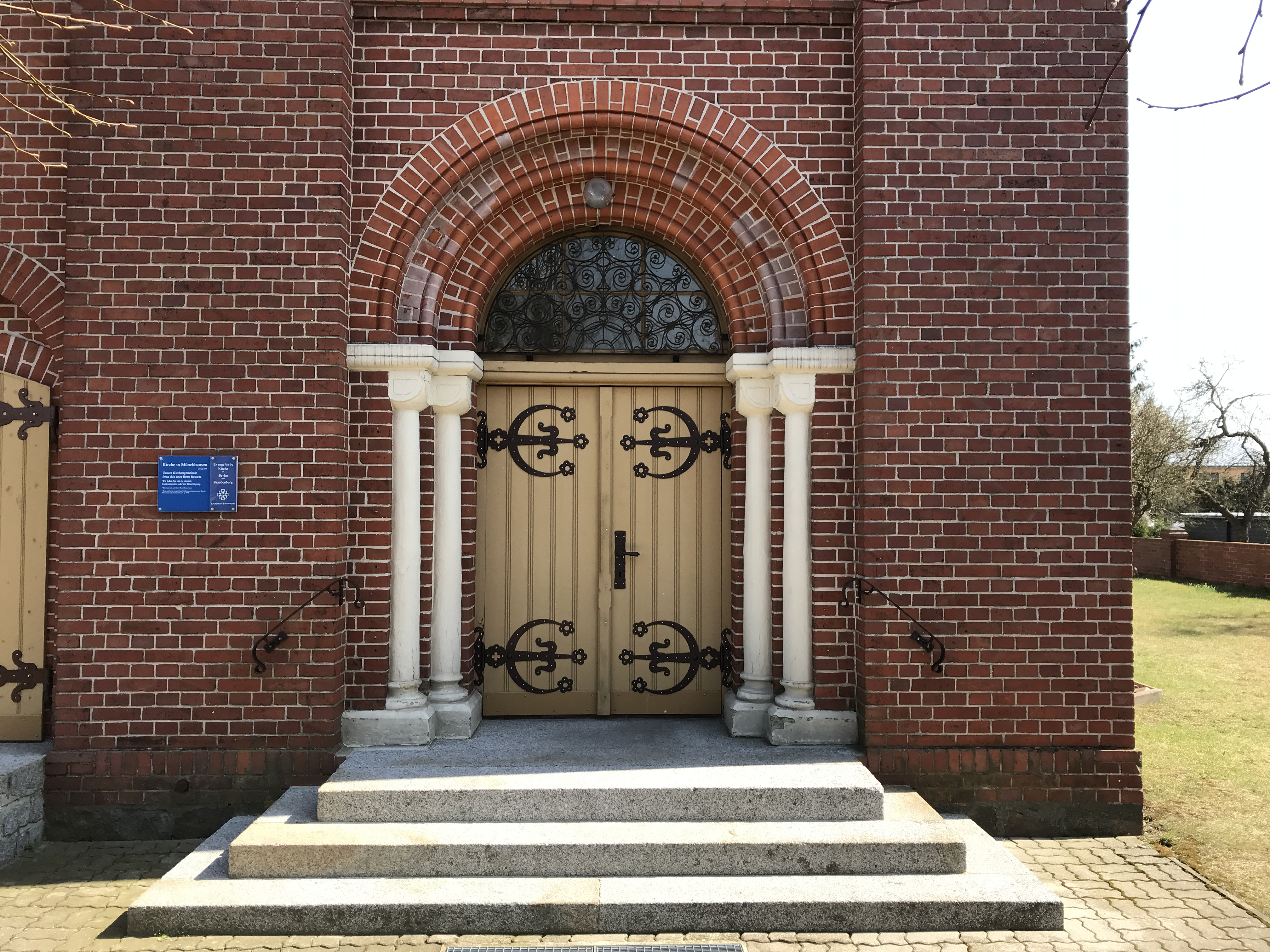
Westportal

Das Bauwerk wurde im Wesentlichen aus rötlichem Mauerstein errichtet. Der eingezogene Chor ist gerade geschlossen. An der Ostwand ist eine große, rundbogenförmige Blende, in die ein dreifach gekuppeltes Rundbogenfenster mit einem überhöhten Mittelfenster eingelassen ist. Die Faschen sind ebenfalls aus Mauerstein. Am Übergang zur Dachtraufe ist ein nach unten geöffneter, umlaufender Rundbogenfries. Zwei zweifach getreppte Strebepfeiler stabilisieren das Bauwerk. Die Nordseite des Chors ist geschlossen. An der Südseite ist eine Sakristei mit einem rechteckigen Grundriss. Sie kann von einer Pforte von Osten her über einen weiteren, kleinen Anbau betreten werden. Im Süden des Anbaus sind zwei kleine, gekuppelte Rundbogenfenster, darüber im mit Fialen verzierten Giebel eine kreisförmige Blende. Der Chor trägt ein Satteldach, das mit Biberschwanz gedeckt und nach Osten hin abgewalmt ist.
Das Kirchenschiff hat ebenfalls einen rechteckigen Grundriss. Die Ostwand ist geschlossen. Die Nordwand wird von drei großen Feldern dominiert, die durch Lisenen mit einem ebenfalls nach unten offenen Rundbogenfries dominiert werden. Darin sind nach Osten hin in je einer Blende zwei große Rundbogenfenster, die sich annähernd über die gesamte Fassade erstrecken. Nach Westen hin ist eine gleich große Blende, in die im oberen Bereich ein Rundbogenfenster und darunter zwei kleinere, gekuppelte und gedrückt-segmentbogenförmige Fenster eingelassen sind. Die Südseite ist identisch aufgebaut. Das Schiff trägt ebenfalls ein Satteldach.
Der Westturm ist quadratisch und gegenüber dem Schiff stark eingezogen. Er kann durch ein großes Rundportal von Westen her betreten werden. Dieses ist mit zwei gekuppelten Säulen verziert, die sich durch ihren weißen Anstrich deutlich vom übrigen Baukörper abheben. Darüber sind drei Rundbogenfenster. An der Nordseite ist ein weiterer Anbau mit einer Pforte an der Westseite. Im mittleren Geschoss befindet sich eine schmale Rundbogenöffnung, darüber eine Turmuhr. Es folgt das leicht zurückgesetzte Glockengeschoss. Dort sind an jeder Seite zwei gekuppelte Klangarkaden, darüber ein Fries sowie die geknickte Turmhaube, die mit einer Turmkugel und einem Kreuz abschließt.

## Ausstattung
Die Kirchenausstattung ist einheitlich und stammt aus der Bauzeit.